# الجامد والمشتق

التقسيمات الصرفية للأسماء في العربية موزّعةً على الجامد والمشتق، والمجرد والمزيد، والمذكر والمؤنث، والصحة والاعتلال، والمفرد والمثنى والجمع، والنسب، والتصغير.

الجامد عند الصرفيين والنحاة بالغتنين وعلى عطف الجامد هو الاسم غير المشتق مصدرا كان كالضرب أو غير مصدر كالرجل. والفعل غير المنصرف نحو ليس وعسى .ولا تعتبر مصادر الثلاثي المزيد فيه، والرباعي مجردا ومزيد فيه من الجوامد. أما المشتق، أو السائل كما سماه الطوسي، فهو الاسم الذي أُخذ من غيره، ودل على ذات، وحمل معنى الوصف.
الأسم نوعان : جامد ومشتق
كل اسم لا يرجع إلى كلمة تسبقه في الوجود فهو جامد. فالشمس والقمر والحجر والشجر، والعلم والنصر والركض، كلها أسماء جامدة. لأن ألفاظها لا ترجع إلى كلمات عربية أخرى سبقتها في الوجود.
أما الاسم المشتق، فهو الذي يؤخذ من كلمة سبقته في وجودها؛ فالمشمس والمقمر والمتحجر والمشجر، والعالم والمنصور والراكض، كلها أسماء مشتقة، لأنها ترجع إلى كلمات سبقتها في الوجود المذكورة. فكما يكون الصخر جامدا ثم يخرج منه الماء، كذلك شأن الجامد من الكلمات، هو جامد ومنه تؤخذ المشتقات.
- اسم المعنى:هو ما دل على معني مجرد
- اسم الذات، ويسمى أيضا اسم العين: هو ما دل على ذات محسوسه غير موصفه بصفه
- الجامد:الاسم الذي لم يؤخذ من غيره
- جامد ذات:(نميزه بالحواس)
- جامد معنى:ندركه بالعقل
- المشتق:هو الاسم الذي يؤخذ من غيره والمشتقات هي:اسم الفاعل، وصيغ المبالغة، واسم المفعول، والصفة المشبهة، واسم التفضيل، واسم الزمان، واسم المكان، واسم الآلة، المصدر الميمي، مصدر الفعل فوق الثلاثي المجرد.[1]

والاسم، إما متمكن وهو المعرب، وإما غير متمكن، وهو المبني . والمشتق لا يكون إلا متمكنا، لأنه لا يكون إلا معربا .
والجامد يكون متمكنا وغير متمکن . لان منه المعرب ومنه المبني
تغير المتمکن (وهو المبنى من الأسماء ) لا شأن للتصريف فيه . وهو
قد يكون على حرف واحد : كتاء الضمير، وعلى حرفين، مثل : و هو
ومن، وعلى ثلاثة أحرف، مثل : کیف وإذا، وعلى أكثر، مثل : «مهما
وایان .